# Pakaʻa
U havajskoj mitologiji, Pakaʻa [Pakaa] je bio slavni poglavica koji je bio miljenik bogova te je imao moć da vlada vjetrovima na moru, što mu je mnogo koristilo.
Bio je sin poglavice Kuanuʻuanua i njegove lijepe ljubavnice Laʻe, koja nije bila plemkinja. (Kuanuʻuanu je u havajskoj povijesti bio otac slavne poglavarke Kamakaimoku, ali je živio mnogo godina poslije Pakaʻinog oca.)
Prije nego što je Pakaʻa rođen, Kuanuʻuanu je bio pozvan na dvor havajskog kralja Keawea Velikog. Tako je Pakaʻa bio odgojen od strane svoje majke i njenog starijeg brata, koji je zvan Maʻilou, te je on tvrdio da je otac Pakaʻe. Sam Pakaʻa je u to sumnjao jer je, usprkos svojoj dobi, bio mnogo viši od Maʻiloua.
Pakaʻa je postao slavan pomorac te je putovao zajedno s kraljem otoka Kauaija. Bogovi su mu dali moć da upravlja vjetrovima.
Pakaʻa je također bio sluga velikog kralja Keawea te otac pomorca Kua.